# Редины Дворы
Редины Дворы — хутор в Яковлевском районе Белгородской области России.
Входит в состав городского поселения город Строитель.

## География
Расположен севернее хуторов Журавлиное и Жданов, граничит с обеими населёнными пунктами.
В Рединых Дворах имеются две улицы: Курская и Магистральная. Через хутор проходит федеральная автомагистраль М-2 «Крым».

## Население
| 2002 | 2010 |
| ---- | ---- |
| 101  | ↗145 |